# Epitaph für Reichart von Lichtenstein

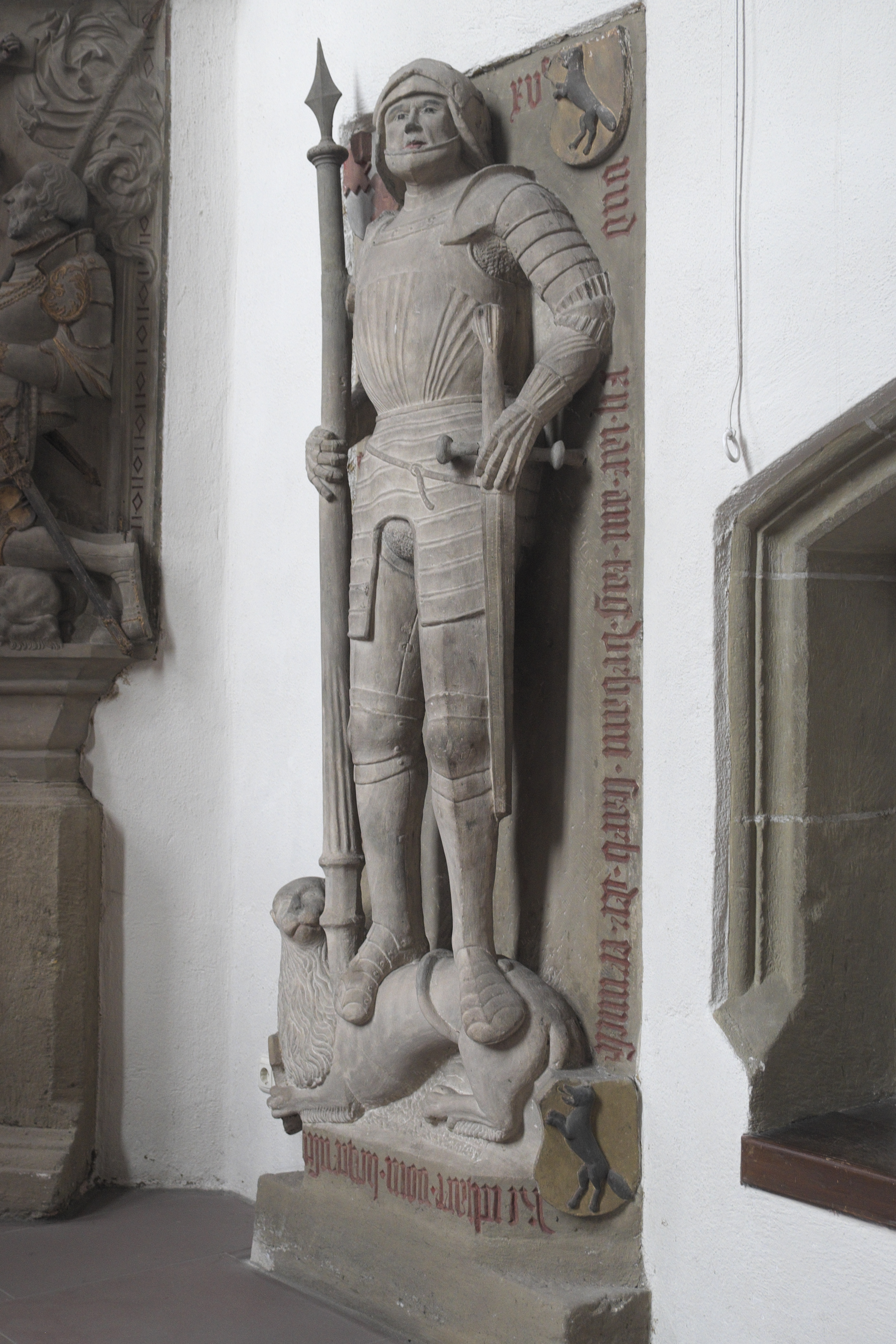
Epitaph für Reichart von Lichtenstein in Ebern

Das Epitaph für Reichart von Lichtenstein in der katholischen Pfarrkirche St. Laurentius in Ebern, einer Stadt im unterfränkischen Landkreis Haßberge in Bayern, wurde im 16. Jahrhundert geschaffen. Das Epitaph ist ein Teil der als Baudenkmal geschützten Kirchenausstattung. 
Die Figur des Reichart (Richard) von Lichtenstein († 1512) steht kampfbereit auf einem Löwen. Über dem Kettenhemd trägt er einen Panzer, auf dem man die Lanzenhaken erkennen kann. Seine Linke liegt auf dem Langschwert, an seiner Hüfte schaut der Griff des Dolches hervor. Mit der Rechten umfasst er seine Lanze. Den Kopf bedeckt eine Schaller mit langem Nackenschutz, wie sie von Rittern im späten 15. Jahrhundert getragen wurde. 
Vier Wappen seiner Vorfahren schmücken die Ecken des Epitaphs: Lichtenstein und Fuchs. Die Umschrift in gotischen Minuskeln verläuft von oben im Uhrzeigersinn. 

Die Inschrift lautet: 

„m xvc / vnd xij • iar • am • tag • Vrbani • starb • der • ernuest / Reichart • vom • lichtenstein / zum • lichtestem • dem • got • g a •“